# 20883 Жерве
20883 Жерве (20883 Gervais) — астероїд головного поясу, відкритий 3 листопада 2000 року.
Тіссеранів параметр щодо Юпітера — 3,608.